# Pa Modou Jagne
Pa Modou Jagne (ur. 26 grudnia 1989 roku) – piłkarz gambijski i klubu FC Zürich występujący na pozycji pomocnika. W reprezentacji Gambii zadebiutował w 2008 roku.